# Vavřín Krčil
Vavřín (Lorenz) Krčil (8. března 1895 Aspang, Rakousko – 17. října 1968 Langen u Frankfurtu nad Mohanem, Německo) byl český podnikatel, síťkař a vynálezce tašky síťovky.

## Život a dílo

### Mládí
Narodil se služebné Antonii Krčilové z Podlouček, pokřtěn byl jako Lorenz Emmanuel. Otcem byl statkář Lorenz Schmied, který své otcovství uznal až v roce 1941.
Vavřín Krčil se naučil síťovat v jedenácti letech od své matky, aby jí pomohl živit rodinu výrobou síťovaných čepců. Kvůli chudobě si nemohl dovolit jít do učení na stolaře, proto se po škole stal zemědělským dělníkem v panském dvoře. V patnácti letech vstoupil do armády, kde hrál na fagot u dechové hudby 23. pěšího pluku v Budapešti. Za 1. světové války se stal sanitním důstojníkem. Onemocněl krční chorobou, jejíž trvalé následky mu zabránily v setrvání u vojenské hudby.

### Po první světové válce
Po válce se vrátil do Zámku Žďáru, stal se obchodním zástupcem firmy JARO J. Rousek (později TOKOZ), získal živnostenský list na prodej galanterního zboží a vlasových sítěk a navázal osobní kontakty se zahraničními odběrateli (zvláště v Německu), kterým síťky prodával pod obchodní značkou SAARENSE (EKV). V roce 1923 uspořádal v Zámku Žďáře výstavu vlasových sítěk, která seznámila síťkařky s představami a s požadavky zahraniční klientely. Téhož roku však vyšly vlasové síťky z módy (nastal čas krátkých sestřihů). Objevil se navíc nebezpečný konkurent – Japonsko. Ostrovní země vychrlila za rok obrovské množství vlasových sítěk, kterými zaplavila evropský trh a přivedla k zániku cca 98 % naší síťkařské výroby. Vavřín Krčil se rozhodl přeorientovat na výrobu síťkovaných tašek (síťovek), které jeho podnik zachránily a dovedly k nové prosperitě. Ručně vyráběné nákupní tašky již nebyly zhotovovány z vlasů (ty byly hlavní, i když ne jedinou surovinou pro výrobu vlasových sítěk), ale z umělé hedvábné příze. Nedůvěru budily u kupujících jen krátce, neboť byly levné, lehké a skladné. Jakmile si je zákazníci oblíbili, objevily se síťovky všech možných druhů: nákupní, vycházkové, loketní, ramenovky, tlumokové, pro sport a hry, na dámská kola; také na tenis. Vavřín Krčil patrně neměl v roce 1926 peníze k získání mezinárodního patentu na svůj převratný autorský návrh. Po pár letech se tak začaly síťovky vyrábět ve Švýcarsku a v Itálii a za čas doslova zaplavily celý svět. Samotný Krčil je vyvážel mj. do Kanady, Francie, Švýcarska, Německa, Rakouska a do zemí severní Afriky. Největším odběratelem bylo Německo, se kterým však po vypuknutí druhé světové války přerušil obchodní styky. Vavřín Krčil neváhal rozšířit výrobu o hedvábné síťky na vlasy, závoje na ochranu účesu po ondulaci, síťky na míče a kuličky, na tenisové míčky, na míčky pro ping-pong, na dámská kola; nevyhýbal se ani rybářským a tenisovým sítím.
10. května 1921 se oženil s Marií Leopoldovou ze Stržanova. Ta mu byla celoživotní oporou, stala se odbornicí v oblasti síťkování, a také sběratelkou lidových tkanin na Horácku, přičemž zachránila četné vzácné originály tkanin. Roku 1932 se přestěhoval do manželčina domu ve Stržanově č. 8, odkud řídil výrobu. Do této obce převedl roku 1937 také provozovnu a sklad pro podomácké síťování.
V roce 1939 se Vavřín Krčil stal zakládajícím členem SLUM (Slovácké lidové umění moravské) v Uherském Hradišti.

### Po druhé světové válce
Roku 1945 bylo SLUM přeměněno Ústředí lidové a umělecké výroby (ÚLUV), pod jehož národní správu přešel roku 1948 Krčilův stržanovský podnik. V rámci ÚLUV pracoval také krátce v Praze. V roce 1956 navrhl společnosti zřízení pracoviště v Bystřici nad Pernštejnem, které bylo otevřeno ještě téhož roku a věnovalo se výrobě ručně necovaných a vyšívaných záclon pro naše exkluzivní hotely a lázně. Podobné pracoviště tehdy neexistovalo nikde jinde ve Střední Evropě a poskytlo vedlejší zaměstnání mnoha ženám z místního JZD. Již roku 1957 uspořádalo veřejný kurz síťování. Náměty vzorů vytvářely renomované výtvarnice (Luba Krejčí, Alžběta Voštová-Reichlová, Jarmila Sláčiková).
Roku 1963 Vavřín Krčil předal vedení bystřického pracoviště "Pernštejn" svému synu Oldřichovi (7. dubna 1928 – 15. června 1975) a odešel do důchodu. Stále však pracoval, jezdil do Rakouska, NSR a Švýcarska získávat pro ART CENTRUM a UNICOOP exportní zakázky. V červnu až srpnu 1966 uspořádalo muzeum v Bystřici nad Pernštejnem poprvé ve své historii výstavu podomáckého síťování na Horácku, jejíž exponáty vybrali, utřídili a instalovali manželé Krčilovi. Během poslední cesty do NSR dne 17. října 1968 Vavřín Krčil v Langenu u Frankfurtu nad Mohanem nečekaně zemřel. Jeho ostatky byly v příštím roce uloženy na zelenohorském hřbitově ve Žďáře nad Sázavou. Pomník s reliéfem Vavřína Krčila vytvořil v roce 1975 dlouholetý rodinný přítel, národní umělec Břetislav Benda.

## Po smrti Vavřína Krčila
Pracoviště Pernštejn přemístil Oldřich Krčil do Víru. Rozšířil výrobní sortiment o závěsy zdobené vyvazovanou batikou z tvorby brněnské lidové výtvarnice Anny Orlové. Po jeho nenadálé smrti roku 1975 bylo pracoviště zrušeno a tato ve Střední Evropě ojedinělá lidová výroba tak zcela zanikla.